# Konstantín Vishniakov
Konstantín Serguéyevich Vishniakov –en ruso, Константин Сергеевич Вишняков– (Bereznikí, URSS, 6 de marzo de 1982) es un deportista ruso que compitió en piragüismo en la modalidad de aguas tranquilas. Ganó dos medallas de bronce en el Campeonato Mundial de Piragüismo en los años 2006 y 2007, ambas en la prueba de K4 200 m.

## Palmarés internacional
| Campeonato Mundial | Campeonato Mundial   | Campeonato Mundial | Campeonato Mundial |
| Año                | Lugar                | Medalla            | Competición        |
| ------------------ | -------------------- | ------------------ | ------------------ |
| 2006               | Szeged (Hungría)     | Medalla de bronce  | K4 200 m           |
| 2007               | Duisburgo (Alemania) | Medalla de bronce  | K4 200 m           |